# Ga Diêu Trì
Ga Diêu Trì đóng trên địa bàn thuộc xã Tuy Phước, tỉnh Gia Lai, là một trong những ga lớn trên tuyến đường sắt Bắc Nam và chuyến đường sắt Sài Gòn - Quy Nhơn. Lý trình 1095 + 540. Ga nằm cách quốc lộ 1 khoảng 600m và tiếp giáp với quốc lộ 19, con đường ngắn nhất nối từ miền Trung - Bình Định - lên các tỉnh Tây Nguyên. Vì thế, ga Diêu Trì đóng vai trò rất quan trọng trong việc vận chuyển hành khách và hàng hóa lên các tỉnh Tây Nguyên. Ngoài ra, ga còn có 1 đường tàu khác dẫn về Ga Quy Nhơn thuộc trung tâm thành phố Quy Nhơn (cách Ga Diêu Trì khoảng 16 km).
Hiện nay, việc đón tàu tại ga Diêu Trì rất thuận lợi và linh hoạt vì tất cả các đoàn tàu qua ga này đều phải dừng lại: SE1,3,5,7,11,21; SE2,4,6,8,12,22; SQN1/2;... Hành khách có nhiều sự lựa chọn về thời gian cũng như loại tàu. Tuy nhiên trong những ngày lễ, tết hoặc các dịp đặc biệt, việc chờ tàu vẫn thường xuyên xảy ra.